# ケーンカウンティ・クーガーズ
ケーンカウンティ・クーガーズ（Kane County Cougars）は、アメリカ合衆国イリノイ州ケーン郡ジェネバに本拠地を置く、プロ野球独立リーグのアメリカン・アソシエーションに所属するプロ野球チームである。2020年まではMLB・アリゾナ・ダイヤモンドバックス傘下A級のチームだった。

## 歴史
1991年、「ケーンカウンティ・クーガーズ」としてイリノイ州ケーン郡ジェネバに設立。ボルチモア・オリオールズと提携した。
1993年からフロリダ・マーリンズと提携した。
2001年は前期地区1位、後期地区2位で初の地区優勝を果たした。ポストシーズンでは準々決勝のベロイト・スナッパーズを2勝0敗で破り、準決勝のウィスコンシン・ティンバーラッターズも2勝0敗で破り、チャンピオンシップシリーズへ進出。サウスベンド・シルバーホークスとの対戦で、初戦を勝利で飾ったが、9月に起きたアメリカ同時多発テロ事件の影響で、残りの試合が全て中止となり、1勝していたクーガーズがリーグ優勝を果たした。
2002年は前期地区最下位（8位）、後期地区5位だった。

### アスレチックス傘下時代
2002年9月20日にオークランド・アスレチックスと2年契約に合意した。
2003年は前期地区1位、後期地区2位でプレーオフに進出したが、初戦のクリントン・ランバーキングスに2勝1敗で敗れた。
2004年は前期・後期共に地区1位となり、2度目となる地区優勝を果たした。プレーオフではピオリア・チーフスとの準々決勝を2勝1敗で、クリントンとの準決勝を2勝0敗で勝利し、チャンピオンシップシリーズに進出。しかしウエストミシガン・ホワイトキャップスに3勝2敗で敗れた。8月25日にアスレチックスと2年契約に合意した。
2005年は前期地区最下位（8位）、後期地区2位タイだった。
2006年は前期地区2位、後期地区3位でプレーオフに進出。準々決勝のクアッドシティズ・リバーバンディッツを2勝1敗で下し、準決勝のベロイトも2勝0敗で撃破。ウエストミシガンとのチャンピオンシップシリーズへ2年ぶりに進出したが、1勝3敗で敗れた。8月9日にアスレチックスと2年契約に合意した。
2007年は前期地区7位、後期地区4位だった。8月22日にアスレチックスと2年契約に合意した。
2008年は前期地区2位、後期地区6位でプレーオフに進出したが、初戦のバーリントン・ビーズに0勝2敗で敗れた。
2009年は前期地区1位、後期地区4位でプレーオフに進出。しかし前年と同様、初戦のバーリントンに0勝2敗で敗れた。
2010年は前期地区6位、後期地区2位でプレーオフに進出。クアッドシティズとの準々決勝を2勝1敗で準決勝に進出したが、クリントンに2勝1敗で敗れた。

### ロイヤルズ傘下時代
2010年9月21日にカンザスシティ・ロイヤルズと2年契約に合意した。
2011年は前期地区7位、後期地区3位だった。
2012年は前期地区5位、後期地区4位だった。

### カブス傘下時代
2012年9月19日にシカゴ・カブスと2年契約に合意した。
2013年は前期地区6位、後期地区最下位（8位）に沈んだ。

### ダイヤモンドバックス傘下時代
2015年シーズンよりアリゾナ・ダイヤモンドバックス傘下となる。

### 独立リーグ時代
2020年のマイナーリーグの再編に伴い、メジャーリーグ傘下球団としての地位を失ったため、2021年からは独立リーグのアメリカン・アソシエーションに加盟し活動を続けることになった。
2024年にリーグ初優勝を果たした。